# 索馬來角魴鮄
索馬來角魴鮄，為輻鰭魚綱鮋形目牛尾魚亞目角魚科的其中一種，分布於澳洲海域，體長可達18.6公分，為底棲性魚類，屬肉食性。

## 擴展閱讀
維基物種上的相關：索馬來角魴鮄